# Беким Сејрановић
Беким Сејрановић (Брчко, 30. април 1972 — Бања Лука, 21. мај 2020) био је норвешки и босанскохерцеговачки књижевник и књижевни преводилац.

## Биографија
Студирао је и живео у Ријеци, а од 1993. године живео је и радио у Ослу, где је на Историјско-филозофском факултету магистрирао јужнословенске књижевности.
Од 2000. године радио је као судски тумач и књижевни преводилац, предавао је норвешки за странце, писао и објављивао прозу. Аутор је књиге кратких прича “Фасунг”, као и романа: “Нигдје ниоткуда”, “Љепши крај”, “Сандале”, “Твој син Хаклбери Фин” и “Дневник једног номада”.
За роман “Нигдје ниоткуда” 2009. године добио је награду “Меша Селимовић”.
Романи и кратке приче преведени су му на више страних језика: норвешки, енглески, словеначки, македонски, њемачки, чешки, италијански и пољски.

## Дела
- Модернизам у роману Исушена каљужа Јанка Полића Камова (2001);
- Фасунг (2002);
- Нигдје, ниоткуда (2008);
- Љепши крај (2010),
- Сандале (2013),
- Твој син Huckleberry Finn (2015),
- Дневник једног номада (2017)

## Награде
- Награда Меша Селимовић (2009)